# Accord de libre-échange entre la Corée du Sud et l'AELE
L'accord de libre-échange entre la Corée du Sud et l'AELE est un accord de libre-échange entre la Corée du Sud et l'Association européenne de libre-échange, composée de l’Islande, du Liechtenstein, de la Norvège et de la Suisse. Il est signé le 15 décembre 2005 et appliqué le 1er juillet 2006. 
Il concerne en plus de la baisse des droits de douane, le droit intellectuel, les marchés publics, la protection de l'investissement. Certains produits agricoles vont l'objet d'un accord séparé avec les États membres de l'AELE, alors que d'autres comme le fromage, le vin ou certains fruits sont concernés par cet accord. Lors de son entrée en force de l'accord, 90 % des produits industriels échangés entre les deux territoires voient leurs droits de douane supprimés ; cela exclut temporairement et graduellement certains produits comme les produits chimiques et totalement des produits comme ceux pétroliers.